# Anna Kodelska
Anna Kodelska z d. Szczewińska ps. "Anna" (ur. 1901, zm. 11 sierpnia 1944 w Warszawie) – polska architekt, żołnierz powstania warszawskiego.

## Życiorys
Anna Kodelska w 1928 roku ukończyła studia na Wydziale Architektury Politechniki Warszawskiej. Była żoną Aleksandra Kodelskiego – architekta, z którym często pracowała. Ich córką była prof. Teresa Kodelska-Łaszek – sanitariuszka powstania warszawskiego, olimpijka z Oslo (1952 – narciarstwo), pracownik naukowy SGH.

Głównym zrealizowanym projektem Anny Kodelskiej były – zaprojektowane wraz z mężem – budynki stacyjne kolei linowej na Kasprowy Wierch oraz gmach obserwatorium astronomicznego (1935-36). Projektowała również budynki mieszkalne, m.in. warszawskie wille: Zygmunta Rakowicza przy ul. S. Czarneckiego 53 oraz przy ul. T. Lenartowicza 25.

Była członkinią Armii Krajowej i żołnierzem Obwodu IV Ochota AK podczas powstania warszawskiego. Walczyła na Ochocie w rejonie tzw. Reduty Wawelskiej. Została rozstrzelana  11 sierpnia 1944 roku.